# Lotus 16
Chronologie des modèles (1958-1959-1960)
Lotus 12 Lotus 18
La Lotus 16 est une monoplace de Formule 1, Formule 2, la dernière du constructeur Lotus Cars avec un moteur situé à l'avant. Le châssis tubulaire en acier est recouvert d'une carrosserie aérodynamique en aluminium. Les suspensions sont indépendantes sur les quatre roues et ces dernières disposent de freins à disques.
La 18 fut utilisée en Grand Prix de Formule 1 avec un moteur 4 cylindres Coventry Climax FPF de 2 000 cm3 ou réalésé à 2 207 cm3 développant environ 200 ch et en Formule 2 avec le même type de moteur en configuration 1 500 cm3. En Grand Prix, le moteur était incliné sur le côté et de biais par rapport à l'axe de la voiture pour abaisser le centre de gravité et diminuer la surface frontale. De fait, l'arbre de transmission passait à la gauche du pilote. Cette solution technique fut la cause de nombreux problèmes inexistants en Formule 2 où le moteur était monté dans l'axe.
Avec la 16, Lotus Cars n'eut pas beaucoup de succès, Graham Hill et le débutant Jim Clark ne réussissant qu'une maigre sixième place en Grands Prix. En 1960, la Lotus 16 est remplacée par la Lotus 18 à moteur arrière qui marque le début du succès pour le Team Lotus.

## Résultats complets en championnat du monde

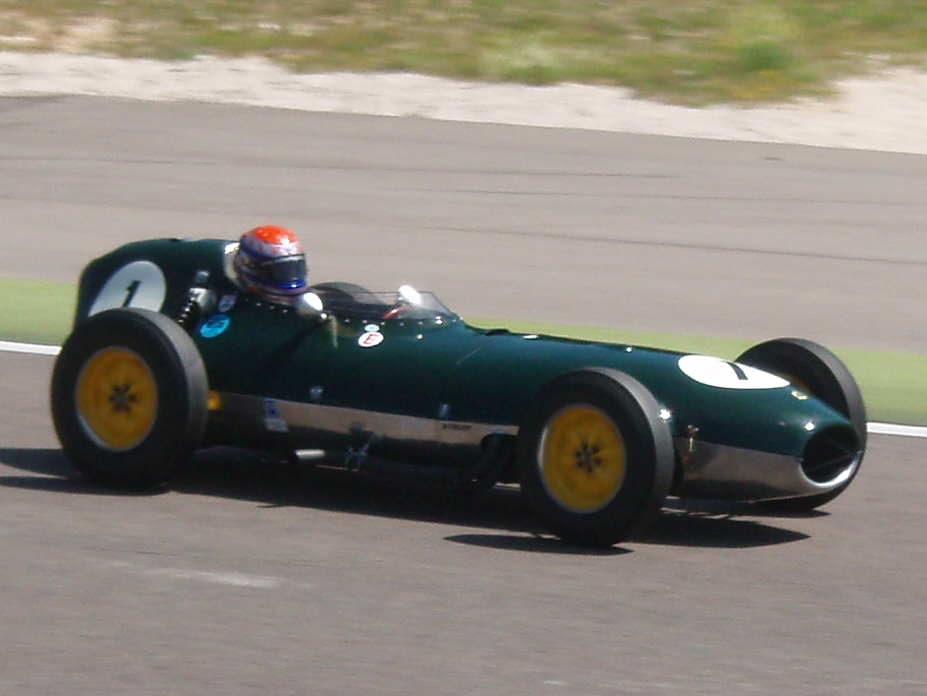
La Lotus 16 au Grand Prix de l'Âge d'Or au Circuit de Dijon-Prenois.

| Saison | Écurie                     | Moteur                  | Pneus  | Pilote            | 1    | 2   | 3   | 4    | 5    | 6    | 7    | 8    | 9    | 10  | 11  | Points inscrits | Classement |
| ------ | -------------------------- | ----------------------- | ------ | ----------------- | ---- | --- | --- | ---- | ---- | ---- | ---- | ---- | ---- | --- | --- | --------------- | ---------- |
| 1958   | Team Lotus                 | Coventry Climax FPF 2.0 | Dunlop |                   | ARG  | MON | NLD | USA  | BEL  | FRA  | GBR  | ALL  | POR  | ITA | MAR | 3*              | 9e         |
| 1958   | Team Lotus                 | Coventry Climax FPF 2.0 | Dunlop | Graham Hill       |      |     |     |      |      | Abd. | Abd. |      | Abd. | 6   | 16  | 3*              | 9e         |
| 1958   | Team Lotus                 | Coventry Climax FPF 2.0 | Dunlop | Cliff Allison     |      |     |     |      |      |      |      | 10   |      |     |     | 3*              | 9e         |
| 1958   | Team Lotus                 | Coventry Climax FPF 2.0 | Dunlop | Alan Stacey       |      |     |     |      |      |      | Abd. |      |      |     |     | 3*              | 9e         |
| Saison | Écurie                     | Moteur                  | Pneus  | Pilote            | 1    | 2   | 3   | 4    | 5    | 6    | 7    | 8    | 9    |     |     | Points inscrits | Classement |
| 1959   | Team Lotus                 | Coventry Climax FPF 2.0 | Dunlop |                   | MON  | IND | NLD | FRA  | GBR  | ALL  | POR  | ITA  | USA  |     |     | 5               | 5e         |
| 1959   | Team Lotus                 | Coventry Climax FPF 2.0 | Dunlop | Graham Hill       | Abd. |     | 7   | Abd. | 9    | Abd. | Abd. | Abd. |      |     |     | 5               | 5e         |
| 1959   | Team Lotus                 | Coventry Climax FPF 2.0 | Dunlop | Pete Lovely       | NQ   |     |     |      |      |      |      |      |      |     |     | 5               | 5e         |
| 1959   | Team Lotus                 | Coventry Climax FPF 2.0 | Dunlop | Innes Ireland     |      |     | 4   | Abd. |      | Abd. | Abd. | Abd. | 5    |     |     | 5               | 5e         |
| 1959   | Team Lotus                 | Coventry Climax FPF 2.0 | Dunlop | Alan Stacey       |      |     |     |      | 8    |      |      |      | Abd. |     |     | 5               | 5e         |
| 1959   | John Fisher                | Coventry Climax FPF 2.0 | Dunlop | Bruce Halford     | Abd. |     |     |      |      |      |      |      |      |     |     | 5               | 5e         |
| 1959   | Dorchester Service Station | Coventry Climax FPF 2.0 | Dunlop | David Piper       |      |     |     |      | Abd. |      |      |      |      |     |     | 5               | 5e         |
| Saison | Écurie                     | Moteur                  | Pneus  | Pilote            | 1    | 2   | 3   | 4    | 5    | 6    | 7    | 8    | 9    | 10  |     | Points inscrits | Classement |
| 1960   | Team Lotus                 | Coventry Climax FPF 2.0 | Dunlop |                   | ARG  | MON | IND | NLD  | BEL  | FRA  | GBR  | POR  | ITA  | USA |     | 0               | NC         |
| 1960   | Team Lotus                 | Coventry Climax FPF 2.0 | Dunlop | Rodriguez Larreta | 9    |     |     |      |      |      |      |      |      |     |     | 0               | NC         |
| 1960   | Team Lotus                 | Coventry Climax FPF 2.0 | Dunlop | Alan Stacey       | Abd. |     |     |      |      |      |      |      |      |     |     | 0               | NC         |
| 1960   | Robert Bodle Ltd.          | Coventry Climax FPF 2.0 | Dunlop | David Piper       |      |     |     |      |      | Abd. | Abd. |      |      |     |     | 0               | NC         |

Légende : ici 
* 3 points marqués avec la Lotus 12